# هندسة متقطعة

الهندسة المتقطعة هو فرع الهندسة الرياضية الذي يدرس الأجسام وخصائصها في الفضاء المتقطع. وهي دراسة لا تعتمد على افتراض استمرارية الأجسام.

## تطبيقات الهندسة المتقطعة
للهندسة المتقطعة تطبيقات عديدة في الهندسة الرياضية الرقمية، الهندسة الرياضية الحاسوبية، الهندسة المنتهية وغيرها.

## مواضيع الهندسة المتقطعة
- بوليتوب
- تثليث
- مبرهنة بيك
- قضية شبرينر
- هندسة تفاضلية متقطعة